# 굴리엘모 1세 곤차가
굴리엘모 1세 곤차가(Guglielmo I Gonzaga, 1538년 4월 24일 ~ 1587년 8월 14일)는 1550년부터 1587년까지의 몬페라토와 만토바 공작이다. 그는 페데리코 2세 곤차가와 마르가리타 팔라이올로고스의 차남이다. 1574년에 몬페라토는 공국으로 승격하였고 그는 초대 공작이 되었다. 그의 아들 빈첸초가 그의 자리를 계승했다.

## 혼인과 자녀
1561년 4월 26일, 굴리엘모는 신성 로마 황제 페르디난트 1세와 보헤미아와 헝가리의 안나 사이에서 태어난 6번째 딸인 엘레오노레 폰 합스부르크와 혼인했다. 그들 사이에 3명의 자녀가 태어났다:
- 빈첸초 1세 (1562년 9월 21일 – 1612년 2월 9일) : 엘레오노라 데 메디치(엘레오노레의 질녀)와 혼인.
- 마르게리타 (1564년 5월 27일 – 1618년 1월 6일) : 알폰소 2세 데스테와 혼인.
- 안나 줄리아나 곤차가 (1566년 1월 17일 – 1621년 8월 3일) : 친 삼촌인 오스트리아 대공 페르디난드 2세와 혼인.